# My Instant Song E.P.
『My Instant Song E.P.』は、MONOEYESの1枚目のシングル。2015年6月24日にEMI Records/ユニバーサルミュージックよりリリースされた。

## 概要
結成後初となる音源。
2022年5月現在最も売れたシングル。

## ミュージック・ビデオ
CD発売前日の2015年6月23日に公開。監督はフカツマサカズ。2022年5月現在430万回以上再生されている。

## 収録曲
1. My Instant Song
2. When I Was A King
3. What I Left Today

全曲作詞作曲：細美武士